# Operación Odiseo
La Operación Odiseo fue una operación militar realizada por varias ramas de las Fuerzas Militares de Colombia y en conjunto con la Policía Nacional de Colombia el 4 de noviembre de 2011 contra las Fuerzas Armadas Revolucionarias de Colombia - Ejército del Pueblo (FARC-EP). El desarrollo de la operación, llevó más de un año de planificación con las fuerzas militares conjuntas. El resultado, fue la muerte del líder máximo de las FARC-EP, Alfonso Cano sucesor de Manuel Marulanda Vélez e ideólogo de las FARC-EP, la captura de Tomás García 'El Indio Efraín', jefe de seguridad de Alfonso Cano, y la muerte de alias "El Zorro",uno de los miembros de los anillos de seguridad del jefe guerrillero. También murió 'Yenifer' enfermera de Alfonso Cano.

## Antecedentes
En el mes de septiembre de 2010, las fuerzas militares de Colombia llevaron a cabo la Operación Sodoma, con la cual fue abatido el antiguo jefe militar de las (FARC-EP) alias "Mono Jojoy". La Operación, contó con el apoyo del personal infiltrado de las FARC-EP y fue planeada más de un año. Esta operación militar, consistía en una serie de operaciones que se venían llevando a cabo desde hace un año en los departamentos de Tolima, Huila, Valle del Cauca y Cauca.

## Desarrollo
La operación tuvo una duración de 7 horas e inició con un bombardeo llevado a cabo en horas de la mañana, en la Vereda Chirriadero al norte de Suárez (Cauca), luego continuó con el desembarco de Fuerzas Especiales que hallaron documentos de Alfonso Cano, posteriormente se enfrentaron con su "primer anillo de seguridad" y luego fue encontrado tras varias horas de búsqueda el cuerpo de Alfonso Cano.

## Consecuencias
Con la muerte de Alfonso Cano, antecedida de la de Raúl Reyes y la del 'Mono Jojoy' el Secretariado de las FARC-EP se encontraba en una crisis para seguir enfrentando el conflicto armado interno, Alfonso Cano fue sucedido por Timoleón Jiménez 'Timochenko' como máximo comandante de la organización y quien continuó las conversaciones secretas con el gobierno que estaba llevando a cabo Alfonso Cano para los diálogos de paz que dieron como resultado los Acuerdos de paz en 2016.